# Луна-16
«Луна-16» — советская автоматическая межпланетная станция для изучения Луны и космического пространства. Стала первым автоматическим аппаратом, доставившим внеземное вещество на Землю (перед этим его доставляли лишь пилотируемые экспедиции).

## Состав и особенности

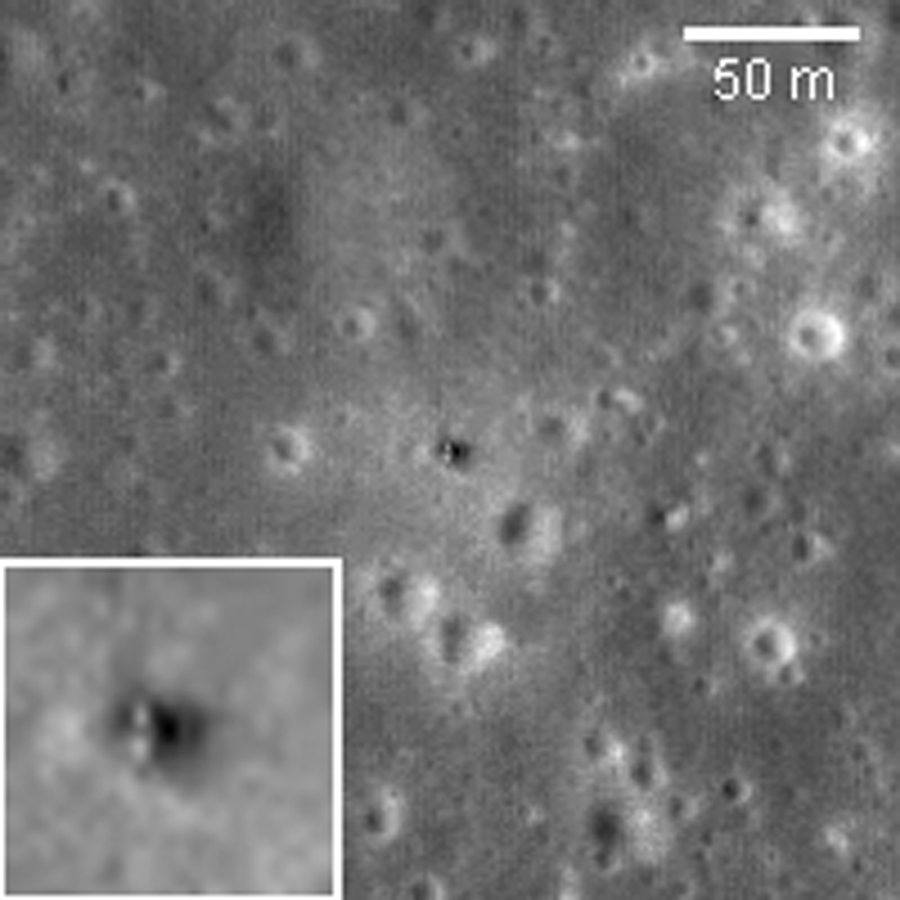
Посадочная ступень Луны-16 на лунной поверхности. Снимок сделан в сентябре 2009 г. искусственным спутником Луны LRO.

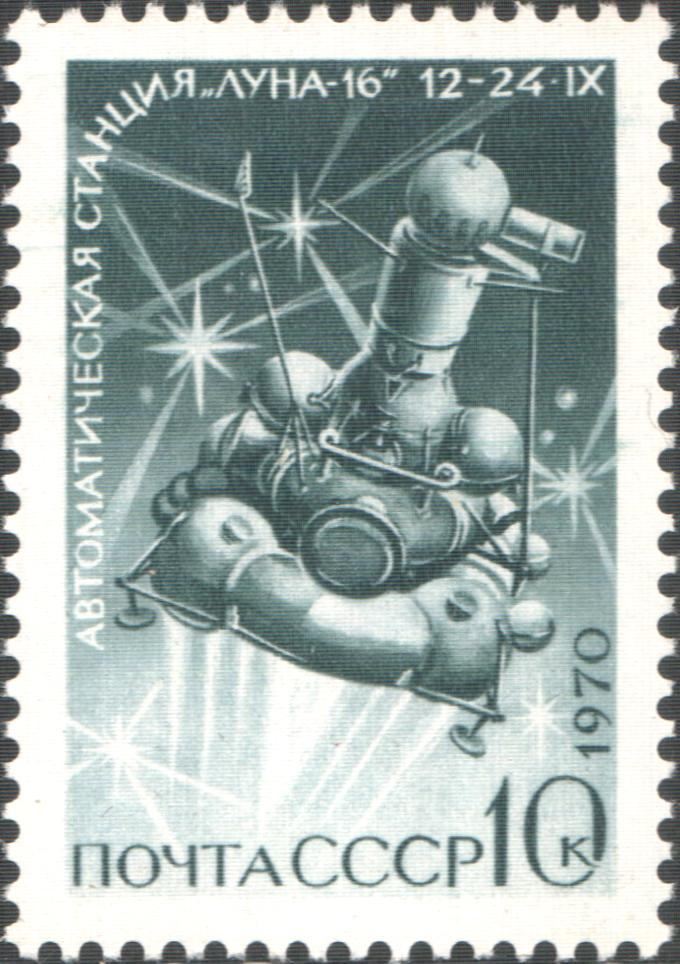
Почтовая марка, посвящённая станции «Луна-16»

Автоматический космический комплекс по доставке грунта с Луны состоял из:
- посадочной ступени с основным двигателем для торможения и двумя двигателями малой тяги для посадки, а также грунтозаборным устройством и различными приборами, посадочная ступень также обеспечивала старт ракеты «Луна — Земля»[1];
- ракеты «Луна — Земля» с бортовым радиокомплексом и приборным отсеком в виде цилиндра, на который устанавливался возвращаемый аппарат[1];
- возвращаемого аппарата в виде шара с тремя отсеками, в которых были размещены: радиопередатчики для обнаружения при спуске на Землю, аккумуляторы, механизм управления парашютом; парашют, антенны радиопередатчиков, баллоны с газом для ориентации после посадки; контейнер для лунного грунта[1].

Посадочная ступень была унифицирована для всех станций серии Е-8, к ним относилось три типа: Е-8-5, Е-8М и Е-8С. Станции Е-8С («Луна-19» и «Луна-22») были спутниками Луны, и посадки не совершали. Е-8-5, к которым относилась и «Луна-16», предназначались для доставки на Землю лунного грунта, а Е-8М — для доставки на Луну самоходного аппарата «Луноход».
Из-за жёсткого лимита возвращаемой массы невозможно было оснастить ракету «Луна — Земля» полноценной системой управления, поэтому в качестве района посадки на Луну станций Е-8-5 выбирались места в пределах такой области Луны, где начальная часть траектории возвращения совпадала с местной лунной вертикалью. Это позволяло радикально упростить систему управления и даже избежать коррекций траектории на трассе перелёта Луна — Земля.
На посадочной ступени был размещён металлический вымпел с надписью «Союз Советских Социалистических Республик», Государственным гербом СССР и надписью «„Луна-16“ сентябрь 1970». На возвращаемом аппарате был размещён знак с надписью «СССР», Государственным гербом СССР и надписью «„Луна-16“ сентябрь 1970 Земля — Луна — Земля».

## Этапы полёта
- 12 сентября 1970 года осуществлён пуск ракеты-носителя «Протон-К/Д», которая вывела на траекторию полёта к Луне АМС «Луна-16», включавшую в себя возвращаемый аппарат.
- 13 сентября 1970 года включением на 6,4 секунды двигателя посадочной ступени была проведена коррекция траектории полёта станции, обеспечившая выход станции в расчётную точку окололунного пространства[1].
- 17 сентября 1970 года в 2:38 станция «Луна-16» выведена на орбиту вокруг Луны. Параметры селеноцентрической орбиты составляли: наклонение орбиты относительно плоскости лунного экватора — 70°; период обращения — 119 минут; высота над поверхностью Луны (в периселении и апоселении) — 110 километров. На этой орбите станция была три дня, за это время дважды меняли её орбиту: сначала сделали периселений равным 15 км, а апоселений равным 110 км, затем повернули плоскость орбиты в пространстве[1].
- 20 сентября 1970 года в 8:18 станция «Луна-16» совершила мягкую посадку на Луну в Моря Изобилия в точке 0°30′49″ ю. ш. 56°21′50″ в. д. / 0,5137° ю. ш. 56,3638° в. д.G. При этом снижение до высоты 20 м и скорости 2,5 м/с было обеспечено несколькими включениями основного двигателя посадочной ступени, а последующее движение до поверхности Луны осуществлялось двумя двигателями малой тяги посадочной ступени[1]. Отклонение от расчётной точки посадки составило 1,5 километра. Масса опустившейся на Луну станции составила 1880 кг.
- Затем под управлением и контролем с Земли грунтозаборным устройством посадочной ступени был произведён забор лунного грунта, который в специальной герметичной капсуле был помещён в возвращаемый аппарат[1].
- 21 сентября 1970 года в 10:43 с поверхности Луны стартовала ракета «Луна — Земля» с возвращаемым аппаратом автоматической межпланетной станции «Луна-16», при этом двигатель ракеты работал до тех пор, пока скорость аппарата не достигла значения 2,708 км/с[1]. Масса стартовавшей ступени была 512 кг.
- 24 сентября 1970 года в 4:50 возвращаемый аппарат станции «Луна-16» массой 35 кг был отделён от ракеты «Луна — Земля», в 8:10 он вошёл в атмосферу Земли, на высоте 14,5 км раскрылся тормозной парашют, который отделился на высоте 11 км, при этом раскрылся основной парашют, и в 8:26 возвращаемый аппарат совершил мягкую посадку на территории СССР в 80 километрах юго-восточнее города Жезказган в Казахстане. Причём возвращаемый аппарат был обнаружен по радиосигналам за 12 мин до посадки и его дальнейший спуск наблюдался с вертолёта[1]. На Землю были доставлены образцы лунного грунта, взятые в районе Моря Изобилия. Общая масса колонки грунта, доставленной на Землю, составила 101 грамм. «Луна-16» стала первым автоматическим аппаратом, доставившим внеземное вещество на Землю (ранее его доставляли лишь пилотируемые экспедиции: «Аполлон-11» — 21,5 кг и «Аполлон-12» — 34 кг). Это достижение было посвящено создателями XXIV съезду КПСС[1].

## Анализ доставленного грунта
Для изучения лунного грунта в СССР были созданы специальные камеры для работы с лунном грунтом: в Институте геохимии и аналитической химии им. Вернадского АН СССР (ГЕОХИ АН СССР) — приемная камера для работы с грунтом в атмосфере гелия, а в Научно-исследовательском институте тепловых процессов (НИИТП) специализированный стенд ЛГ-1 для работы с грунтом в атмосфере гелия или в вакууме.
В 1974 году ГЕОХИ АН СССР опубликовал сборник работ под названием «Лунный грунт из Моря Изобилия», где в многочисленных статьях рассказывалось об изучении образцов лунного грунта и сравнивался лунный грунт из Моря Изобилия (место посадки «Луны-16»), Моря Спокойствия (место посадки «Аполлона-11») и Океана Бурь (место посадки «Аполлона-12»).

## Рекорды
По результатам полета станции «Луна-16» Международная авиационная федерация (FAI) зарегистрировала приоритетные научно-технические достижения станции:
- возвращение на Землю после посадки на поверхность Луны;
- доставка на поверхность Луны космической ракеты «Луна — Земля» с возвращаемым аппаратом;
- автоматический старт с Луны и доставка лунного грунта на Землю.

Станцией «Луна-16» были установлены рекорды, зарегистрированные и подтвержденные дипломами FAI:
- мировой рекорд максимальной массы, доставленной на лунную поверхность в классе «С»;
- мировой рекорд максимальной массы, возвращенной на Землю с поверхности Луны в классе «С»;
- мировой рекорд максимальной массы лунных пород, доставленной на Землю автоматической станцией в классе «С»[4].

## Факты
Ёмкость с несколькими крупинками лунного грунта, доставленного «Луной-16», была вручена Нине Ивановне Королёвой (1920—1999), второй жене С. П. Королёва, в качестве признания заслуг её супруга в реализации космической программы. Впоследствии этот образец оказывался предметом торгов на аукционе Сотбис.